# Museo Francesc Boncompte
El Museo Francesc Boncompte, o simplemente Museo Boncompte se encuentra en la calle San Cristóbal de la villa de Pons, en el Prepirineo.
Es uno de los museos más inusuales de la Provincia de Lérida. Bajo el nombre de Francesc Boncompte, se agrupa una colección de armas de fuego y blancas de todas las épocas. De hecho se trata de una exposición permanente más que de un museo. Una curiosísima colección de objetos diversos que empezó a tomar forma en los años cincuenta, cuando el señor Boncompte se inició en la restauración de armas de fuego.
Aparte de la sección de guerra, que es la más importante, otros apartados interesantes son: motos antiguas, instrumentos de diversos oficios clasificados por oficios y temas, juguetes antiguos y otros objetos inclasificables.